# Задобриччя
Задобриччя (біл. вёска Задобрычча) — село в складі Червенського району Мінської області, Білорусь. Село підпорядковане Лядівській сільській раді, розташоване в центральній частині області.